# Плейсвицкое перемирие
Плейсвицкое перемирие — соглашение от 4 июня 1813 года между Наполеоном I и Барклаем-де-Толли (главнокомандующим русско-прусской объединённой армией).

## Предыстория
Наполеон, выиграв оба сражения при Лютцене и Бауцене, не сумел разбить объединённую русско-прусскую армию. Исход боев стал большим разочарованием для Наполеона. Понеся значительные потери (при Бауцене: 25 000 человек — против 10 850 убитых и раненых), Наполеон всего лишь оттеснил союзную армию вдоль линии соприкосновения.   После упорных арьергардных боёв, русско-прусская армия отступила за реку  Нейсе.  Расстроенный гибелью своего гофмаршала и ближайшего друга Жерара Дюрока, Наполеон удалился на два дня в Гёрлиц.

### Замена главнокомандующего  союзной армии
Сразу после сражения при Бауцене император Александр I принял решение о замене главнокомандующего русско-прусской армии Витгенштейна  на Барклай-де-Толли.  Согласно оценке историка Ливена, многомесячные бои «в сочетании с неумелым управлением Витгенштейна довели армию до состояния замешательства»: командующий не знал «точного местоположения своих боевых подразделений, их численности». Однако, согласно другим источникам,  граф Витгенштейн  во многих сражениях проявил себя, как  талантливый полководец.  К примеру, в сражении при Бауцене Витгенштейн настойчиво пытался убедить императора Александра I в притворной атаке войсками Наполеона левого фланга союзной армии.  Тем не менее, Александр упрямо направлял резервы на левый фланг. В итоге, Наполеон провёл образцовую демонстрацию ложной атаки левого фланга и вынудил Александра израсходовать значительную часть главного резерва. 
Барклай-де-Толли  был приближен к императору и пользовался полным его доверием.  Витгештейн был сильно стеснен  в действиях, ему было сложно управлять войсками.  Учитывая обстоятельства, Витгештейн, на другой день после сражения при Бауцене, подал императору прошение об отставке. По вступлению в должность,  Барклай назначил генерал-лейтенанта Сабонеева начальником своего главного штаба и отдалил от себя генерала Толя. Согласно оценке историка Богдановича, действия  Барклай-де-Толли были малопонятными:  Сабонеев не обладал полководческим даром,  напротив,  Толь  таким даром обладал —  без участия  Толя при Кутузове не проводился ни один военный совет и не принималось ни одно важное решение. 9 июня 1813 года в Рейхенбахе  генерал Толь  подготовил и представил на подпись Императору Александру I, Королю Пруссии Фридриху Вильгельму III, наследному принцу Бернадоту план (Трахенбергский план) ведения боевых действий тремя союзными армиями (Богемской, Северной, Силезской) против Наполеона в осеннюю компанию 1813 года. План был одобрен и подписан всеми участниками совещания. Осенняя компания 1813 года завершилась поражением Наполеона в  битве под Лейпцигом.

## Предпосылки
Многие прусские и русские офицеры были неприятно поражены известием о перемирии. В этот день (4 июня 1813 года) прусские войска Бюлова с участием русских полков  отразили наступление 30-тысячного корпуса Удино на Берлин. 
Крупные силы русских под командованием Чернышева и Воронцова были близки к захвату Лейпцига с обширными складами в глубоком тылу французской армии.
Считали, что армия готова к третьему сражению: после отступления в Силезию она существенно усилилась прусскими рекрутами, а также русским корпусом Сакена. Напротив, армия Наполеона после Бауцена понесла значительные потери и была ослаблена.
Однако, Барклай де Толли считал, что полученное усиление армии не меняло соотношения сил. Необходимо было не допустить генерального сражения и сохранить союзную армию. К концу мая 1813 года в союзной армии не была устранена главная проблема: нехватки резервов для действий против французов одновременно, как в Силезии, так и для защиты Берлина. 
Союзная армия нуждалась в пополнении резервами, реорганизации, отдыхе. Кроме того, перерыв был необходим для налаживания снабжения: устройства магазинов от Вислы до Эльбы, решения проблем с финансированием. Необходимо было путем переговоров убедить Венский двор возможно скорее присоединиться к их общему делу — борьбе с Наполеоном.
В тоже время, солдаты французской армии также были утомлены от непрерывных безрезультатных боев. Снабжение войск было неудовлетворительным. Многие солдаты были истощены, число заболевших резко возросло. Наполеону необходимо было навести порядок в армии и восстановить французскую кавалерию: в России было потеряно 175 тысяч лошадей. Франция была бедна лошадьми. Конные заводы в Польше и северо-восточной Германии были потеряны.
Кроме того, Наполеон нуждался в мирных переговорах. Необходимо было не допустить присоединение Австрии к коалиции и возобновить переговоры с Александром I о мире. Ранее Наполеон неоднократно пытался вступить в переговоры с Александром I напрямую. Однако, Александр отвергал эти попытки. Он был убеждён, что «всякий мир с Наполеоном был не что иное, как более или менее кратковременное перемирие».
Из-за нехватки ресурсов Наполеон проигрывал Великобритании. В конце мая британский генерал Веллингтон начал успешное наступление в Испании. 26 мая французы эвакуировали Мадрид.
Финансовые возможности Великобритании позволяли оказать существенную материальную поддержку странам коалиции. Британское влияние не приветствовалось большинством европейских стран. Однако, французский вариант доминирования представлял большую угрозу монархам Европы и старым порядкам, для восстановление которых и создавались антифранцузские коалиции.

## Подписание
Император Александр I поручил Нессельроде известить Коленкура о том, что последний может быть принят им при посредничестве австрийского кабинета.  Однако, поражение при Бауцене изменило позицию Австрии. Граф  Стадион (представитель  Австрии при Главной квартире союзных войск)    сообщил начальнику штаба французской армии   Бертье  о готовности Александра I и Фридриха Вильгельма III заключить перемирие. 25 мая Коленкур, выполняя приказ Наполеона, написал Нессельроде о согласии заключить перемирие и дозволении переговорить с Александром I. Нессельроде ответил, что Александр считает удобным для «совещания о предмете чисто военном» послать на передовую доверенных военачальников для заключения перемирия.
28 мая граф Шувалов и генерал-лейтенант Клейст, уполномоченные Барклаем-де-Толли, известили Коленкура о прибытии на аванпосты. 29 мая Коленкур приехал в Найдорф близ Лигница. С 1 июня переговоры о перемирии перенесли в Плейсвиц в 16 километрах к северо-востоку от города Стшегом.
Соглашение о перемирии было подписано в Плейсвице 4 июня 1813 года. Стороны согласовали срок действия соглашения и его условия. Предполагалось, что перемирие будет действовать до 20 июля 1813 года. Однако, по настоянию Австрии действие было продлено до 10 августа 1813 года, при этом было согласовано, что военные действия могли начаться не прежде 17 августа.

## Условия перемирия
Соглашением о перемирии была определена линия демаркации, за которую войска должны быть отведены к 12 июня. Созданы нейтральные зоны шириной от 3 до 5 миль. Линия демаркации пролегала от богемской границы через Lahn до Нейкирха, далее по реке Кацбах до устья с Одером и далее до границы Саксонии, и далее по границе до Эльбы и вниз по течению этой реки .
Силы объединённой русско-прусской армии оставили Гамбург, а войска Наполеона — Бреслау, занятый ими 1 июня. Почти вся Саксония должна была находиться под контролем французов, а вся Пруссия под контролем объединённой русско-прусской армии. Осаждённые французские гарнизоны, в крепостях Данциг, Модлин, Замосць, Штеттин и Кюстрин должны были каждые 5 дней снабжаться продовольствием противостоящими войсками. Вокруг осажденных городов были созданы нейтральные зоны шириной около 4-х верст .

## Мирные переговоры
27 июня в Райхенбахе была подписана секретная конвенция между Австрией, Россией и Пруссией. Согласно конвенции, Австрия обязалась присоединиться к коалиции и объявить войну Наполеону, если до 20 июля 1813 года (первоначальная дата прекращения перемирия) он не согласится на следующие 4 условия:
- передать коалиции герцогство Варшавское;
- увеличить владения Пруссии: передать Данциг и часть территории герцогства Варшавского вследствие его раздела. Вывести французские войска из крепостей на прусской и польской территориях;
- Иллирию передать Австрии;
- отказаться от ганзейских городов и прибрежных территорий Северного моря.

Наполеон дал согласие на проведение мирных переговоров при посредничестве Австрии в Праге в первые пять дней июля и принял предложение  Меттерниха продлить перемирие до 10 августа 1813 года. Он был готов на уступки, которые бы не уменьшили его влияние в Европе. Условия мира, основанные на 4 пунктах, позволяли Наполеону контролировать Рейнский союз, реку Эльбу с переправами, угрожать Пруссии захватом. Французская армия легко могла бы установить контроль над прибрежной территорией.
Учитывая риски, союзные монархи дали понять Австрии, что готовы вступить в переговоры с Наполеоном только при условии включения в процессе переговоров дополнительных требований, которые бы поставили конец экспансии Наполеона. Союзники были уверены, что Наполеон не согласится ни на какие существенные уступки, что заставит колеблющуюся Австрию присоединиться к коалиции .
В течение перемирия были заключены субсидные конвенции, разработан план совместных действий войск коалиции.

## Итог
7 августа Наполеон получил ответ с новыми требованиями русско-прусской стороны. Наполеон вновь медлил с ответом.
Согласно исследованиям историка Богдановича, «Наполеона подвела его пагубная самонадеянность»:
 Если бы он немедленно принял их (новые требования), то война была-бы окончена. Однако, подобный мир казался ему тяжким. Он надеялся, что по истечении перемирия  Австрия тотчас не решиться принять сторону неприятеля
В день окончания перемирия 10 августа Наполеон отправил ответ, который никак не мог устроить коалицию. Император настаивал на сохранение Рейнского союза и его расширения до Одера.  12 августа министр иностранных дел Австрии Меттерних направил ноту об объявлении войны французскому послу при Венском дворе графу Нарбонну. Наполеон, ожидая заключения мира,  информировал союзников о своей готовности принять русско-прусские условия. Просил оставить за собой ганзейские города с землями, как залог для заключения всеобъемлющего мира. Император предложил продолжить переговоры даже при возобновлении военных действий. Однако, союзные монархи  не видели смысла в продолжении дальнейших переговоров. 
Военная кампания 1813 года возобновилась 13 августа (перемещением французских фуражиров в нейтральную полосу), но уже с большим перевесом в силах у коалиции, к которой присоединилась Австрия.

## Оценка историков
Английский историк Ливен Д. писал, что после Бауцена Барклай-де-Толли предлагал отвести объединённую армию за Одер к базам снабжения. Для Пруссии этот шаг грозил потерей Силезии, Берлина, Бранденбурга и, как следствие, срывом присоединения Австрии к коалиции. Блюхер и Йорк заявили, что в случае отвода русских частей за Одер, прусская армия будет вынуждена отделиться для защиты Пруссии.
Впоследствии Наполеон вспоминал, что этот шаг был «одним из худших решений в его жизни». Дальнейшее наступление французов на восток могло бы разделить русские и прусские силы и отпугнуть австрийцев.